# Kornprom Jaroonpong
Kornprom Jaroonpong tiếng Thái: กรพรหม จรูญพงศ์ (sinh ngày 12 tháng 12 năm 1988), còn được biết với tên đơn giản Poon (tiếng Thái: ปูรณ์). Anh là một cầu thủ bóng đá từ Surat Thani, Thái Lan. Hiện tại anh thi đấu cho Police Tero ở Giải bóng đá Ngoại hạng Thái Lan.

## Sự nghiệp câu lạc bộ
| Năm       | Câu lạc bộ        | Giải đấu                         |
| --------- | ----------------- | -------------------------------- |
| 2007      | Muangthong United | Thai Division 1 League           |
| 2008      | Home United       | S.League                         |
| 2009      | Raj Pracha        | Regional League Division 2       |
| 2010      | Raj Pracha        | Thai Division 1 League           |
| 2011-2013 | Phuket            | Thai Division 1 League           |
| 2014      | PTT Rayong        | Giải bóng đá Ngoại hạng Thái Lan |
| 2015      | PTT Rayong        | Thai Division 1 League           |
| 2015      | Ubon UMT United   | Regional League Division 2       |
| 2016      | Ubon UMT United   | Thai Division 1 League           |

## Danh hiệu
Ubon UMT United
- Regional League Division 2
  - Vô địch: 2015
- Regional League North-East Division
  - Á quân: 2015